# Charlottetårnet
Charlottetårnet er et højhus beliggende på Hjørringgade på Østerbro. Tårnet er 56 meter højt og måler kun 9x14 meter i etageplan. Tårnets samlede areal er 3.151 m². 
Charlottetårnet blev opført i perioden 2015-2019 og er nabo til Charlottehaven. Byggeriet består af to bygninger i forskellige højder; et byhus i 5 etager med facade i gadelinje og en tårnbygning, der tilbagetrukket fra gaden rejser sig i 16 etager. De to sammenbyggede bygninger indeholder tilsammen 37 hotellejligheder.
Byggeriet er zink-beklædt, og facaden har et markant udtryk med karnapper og vinduer i varierende størrelser. Begge tagflader har tagterrasse med udsigt over byen og havnen.
1. 1 2 3  https://www.charlottehaven.com/dk/da/hotel/nyt-hoteltaarn/ Arkiveret 12. december 2019 hos  Wayback Machine

55°42′23″N 12°35′21″Ø / 55.7064°N 12.5891°Ø